# Sign (スフィアの曲)
「Sign」（サイン）は、スフィアの楽曲。松井洋平が作詞、本多友紀（Arte Refact）が作曲・編曲を手掛けた。ユニットの22枚目のシングルとして2019年10月23日にGloryHeavenから発売された。

## 概要
前作「best friends」から4か月ぶりのリリース。
表題曲は、特撮ドラマ『ウルトラマンタイガ』エンディングテーマに起用された。
カップリング曲は、ユニット結成10周年を記念し制作されたメンバー4人が主演しているテレビドラマ『劇団スフィア』の主題歌に起用された。
販売形態は初回限定生産盤・通常盤の2種リリースで、初回限定盤には本曲のPVを収録したBlu-rayディスクが特典とされている。

## シングル収録内容
| #         | タイトル                        | 作詞         | 作曲・編曲              | 時間  |
| --------- | ------------------------------- | ------------ | ----------------------- | ----- |
| 1.        | 「Sign」                        | 松井洋平     | 本多友紀（Arte Refact） | 4:50  |
| 2.        | 「Life is Wonder!!」            | こだまさおり | 渡辺和紀                | 3:48  |
| 3.        | 「Sign」(off vocal)             |              |                         | 4:53  |
| 4.        | 「Life is Wonder!!」(off vocal) |              |                         | 3:45  |
| 合計時間: | 合計時間:                       | 合計時間:    | 合計時間:               | 17:16 |

| #  | タイトル                   | 作詞 | 作曲・編曲 |
| -- | -------------------------- | ---- | ---------- |
| 1. | 「Sign」(Music Video Clip) |      |            |